# Jim Williams
Jim Williams (Presteigne, Powys, 27 juli 1984) is een darter uit Wales die uitkomt voor de World Darts Federation (WDF) en toernooien van de Professional Darts Corporation speelt. In 2015 won Williams de WDF World Cup.

## Carrière

### BDO & WDF
Williams maakte zijn debuut op Lakeside in 2014 als enige speler van Wales. Als nieuwkomer in het BDO circuit, maakte hij naam op de World Masters in 2012. Hij versloeg 4 spelers in voorrondes om het eindtoernooi te bereiken. Vooral de laatste wedstrijd tegen regerend Lakeside kampioen Christian Kist met 3-2 was indrukwekkend. Eenmaal op het podium versloeg hij gevestigde namen als Jan Dekker 3-1 en Ross Montgomery 3-2. In de kwartfinale verloor hij uiteindelijk van de latere kampioen Stephen Bunting met 3-1. In februari 2013 kwam hij het dichtst bij het winnen van zijn eerste BDO ranking titel. Hij versloeg Jan Dekker en Remco van Eijden en bereikte de Scottish Open finale waarin hij verloor met 5-4 van Wesley Harms. In april haalde hij de halve finale van de German Open na Paul Jennings en Richie George te hebben verslagen, maar verloor van de latere kampioen Geert De Vos. Een week later versloeg hij Glen Durrant, Tony Eccles en John Walton en bereikte de laatste 4 van het Poolse Open, maar werd geslagen door Jeffrey de Graaf. In het najaar verloor hij van Tony O'Shea in de halve finale van het Roemeense Open. Ook haalde hij de halve finale in 2013 op de Northern Ireland Open. In 2015 had Williams een aantal succesvolle toernooi runs, waaronder een finale op de German Masters waarin hij verloor van Wesley Harms met 6-4. In 2015 won hij de WDF World Cup door in de finale Ross Montgomery met 7-4 te verslaan. In de Open Antwerpen won hij de finale van Sven Verdonck met 3-0. Ook won hij het Turks Open van landgenoot Martin Phillips met 6-5. Williams haalt de kwartfinale op de BDO World Darts Championship 2018. In de eerste ronde wint hij van Dennis Nilsson met 3-2. In de tweede ronde wint Williams van Conan Whitehead met 4-2. In de kwartfinale verliest hij van de nummer een en de latere toernooiwinnaar Glen Durrant met 4-5. Williams haalt de halve finale op de BDO World Darts Championship 2019. In de eerste ronde wint hij van Roger Janssen met 3-2. In de tweede ronde wint hij van Dean Reynolds met 4-0. In de kwartfinale wint Williams van Scott Mitchell met 5-3. In de halve finale verliest hij van Glen Durrant 3-6.

### PDC
Op 20 maart 2022 wist Williams achtereenvolgend Peter Hudson, Kevin Burness, Andrew Gilding, Scott Williams, Michael Smith en Martin Schindler te verslaan tijdens PDC Players Championships 6. Zo plaatste hij zich voor de finale van het toernooi, waarin hij mocht aantreden tegen Ricky Evans. Met een uitslag van 8-6 in legs was de Welshman ook in de finale de sterkste speler.
Tijdens het World Darts Championship 2023 ging Williams met 3-2 langs Sebastian Białecki in de eerste ronde, waarna hij met dezelfde uitslag te sterk was voor James Wade in ronde twee. Hierop mocht hij aantreden tegen Gabriel Clemens in de derde ronde. De Welshman miste een wedstrijdpijl voor de overwinning, waarna de Duitser met een uitslag van 3-4 zorgde voor zijn uitschakeling.
Omdat Gerwyn Price zich om gezondheidsredenen terugtrok, mocht Williams met Jonny Clayton uitkomen voor hun thuisland op de World Cup of Darts 2024. Als geplaatst land mocht Wales de groepsronde overslaan. In de knock-outfase zorgden de Kroaten direct voor de uitschakeling van de Welshmen.

## Resultaten op Wereldkampioenschappen

### BDO
- 2014: Laatste 32 (verloren van Dave Prins met 0-3)
- 2016: Laatste 16 (verloren van Wesley Harms met 3-4)
- 2017: Laatste 16 (verloren van Jamie Hughes met 1-4)
- 2018: Kwartfinale (verloren van Glen Durrant met 4-5)
- 2019: Halve finale (verloren van Glen Durrant met 3-6)
- 2020: Verliezend finalist (verloren van Wayne Warren met 4-7)

### WDF

#### World Cup
- 2015: Winnaar (gewonnen in de finale van Ross Montgomery met 7-4)
- 2019: Laatste 64 (verloren van Justin Thompson met 3-4)

### PDC
- 2022: Laatste 64 (verloren van Joe Cullen met 2-3)
- 2023: Laatste 32 (verloren van Gabriel Clemens met 3-4)
- 2024: Laatste 32 (verloren van Raymond van Barneveld met 1-4)
- 2025: Laatste 96 (verloren van Paolo Nebrida met 2-3)